# Leonardo Antonelli
Leonardo Antonelli (ur. 6 listopada 1730, zm. 23 stycznia 1811) – włoski duchowny katolicki, kardynał-prezbiter S. Sabinae od 1775, prefekt Kongregacji Rozkrzewiania Wiary 1780–95.
Opowiadał się za zaakceptowaniem wprowadzonej przez rewolucję francuską Konstytucji Cywilnej Duchowieństwa w obawie, że jej odrzucenie może doprowadzić do całkowitego zakazu posługi religijnej we Francji. Biskup Palestriny 1794–1800. Przewodniczył Trybunałowi Sygnatury Apostolskiej 1795–1801. Uczestniczył w konklawe 1799–1800, nowy papież Pius VII mianował go kardynałem biskupem Porto e Santa Rufina, subdziekanem Świętego Kolegium i sekretarzem Świętego Oficjum Inkwizycji. Uczestniczył w przygotowaniach konkordatu między Francją a Stolicą Apostolską 1801, towarzyszył Piusowi VII w jego podróży do Paryża w 1804. Wielki penitencjariusz i archiprezbiter bazyliki laterańskiej od grudnia 1801. W 1807 objął funkcję dziekana Kolegium Kardynalskiego, przechodząc do diecezji suburbikarnej Ostia e Velletri. Prosekretarz Listów Apostolskich i prefekt Kongregacji Indeksu. Po zajęciu Rzymu przez wojska napoleońskie uciekł do Spoleto a następnie do Senigallia, gdzie zmarł.